# Titanatemnus
Titanatemnus es un género de pseudoescorpiones de la familia Atemnidae. La especie tipo es Titanatemnus gigas, descrita originalmente por Beier en 1932. La siguiente es la lista de especies perteneciente a este género:
- Titanatemnus alluaudi
- Titanatemnus chappuisi
- Titanatemnus congicus
- Titanatemnus conradti
- Titanatemnus coreophilus
- Titanatemnus equester
- Titanatemnus gigas
- Titanatemnus kibwezianus
- Titanatemnus monardi
- Titanatemnus natalensis
- Titanatemnus orientalis
- Titanatemnus palmquisti
- Titanatemnus regneri
- Titanatemnus saegeri
- Titanatemnus serrulatus
- Titanatemnus similis
- Titanatemnus sjoestedti
- Titanatemnus tanensis
- Titanatemnus tessmanni
- Titanatemnus thomeensis
- Titanatemnus ugandanus